# Finale UEFA Champions League 2016
De UEFA Champions Leaguefinale van het seizoen 2015/16 was de 24e finale in de geschiedenis van het toernooi. De wedstrijd werd gespeeld op 28 mei 2016 in het Stadio Giuseppe Meazza in Milaan. Real Madrid versloeg stadsrivaal Atlético Madrid na strafschoppen. Real-aanvoerder en doelpuntenmaker Sergio Ramos werd na afloop uitgeroepen tot man van de wedstrijd.
Er stonden voor de zesde keer twee clubs uit hetzelfde land tegenover elkaar in de Champions Leaguefinale. Net als in 2014 waren dat Real Madrid en Atlético Madrid en net als toen won eerstgenoemde. De Koninklijken scherpten daarmee het eigen recordaantal eindoverwinningen in het toernooi aan tot elf.

## Organisatie
Op 18 september 2014 koos het UEFA Executive Committee het Stadio Giuseppe Meazza, ook bekend als San Siro, in Milaan als locatie voor de Champions Leaguefinale van 2016. De oud-voetballers Paolo Maldini en Javier Zanetti werden aangesteld als ambassadeurs van de finale. Zanetti won in 2010 met Internazionale de Champions League. Maldini won met AC Milan drie keer de Champions League (1994, 2003, 2007) en twee keer de Europacup I (1989, 1990).
Het stadion, dat de thuishaven is van zowel AC Milan als Internazionale, werd ook gebruikt voor de Champions Leaguefinale van 2001. Ook de Europacup I-finales van 1965 en 1970 vonden plaats in het Milanese stadion. In 1965 won Inter in eigen huis met 1–0 van Benfica.
Het Stadio Giuseppe Meazza werd in 1925 gebouwd en een jaar later geopend als de thuishaven van Milan. In 1935 werd het verkocht aan de stad. Sinds 1947 werkt ook Internazionale haar thuiswedstrijden af in het stadion, dat vernoemd werd naar Giuseppe Meazza, een oud-speler van zowel Inter als Milan. Het stadion wordt ook wel San Siro genoemd, naar het district waar het gebouwd werd.

## Voorgeschiedenis

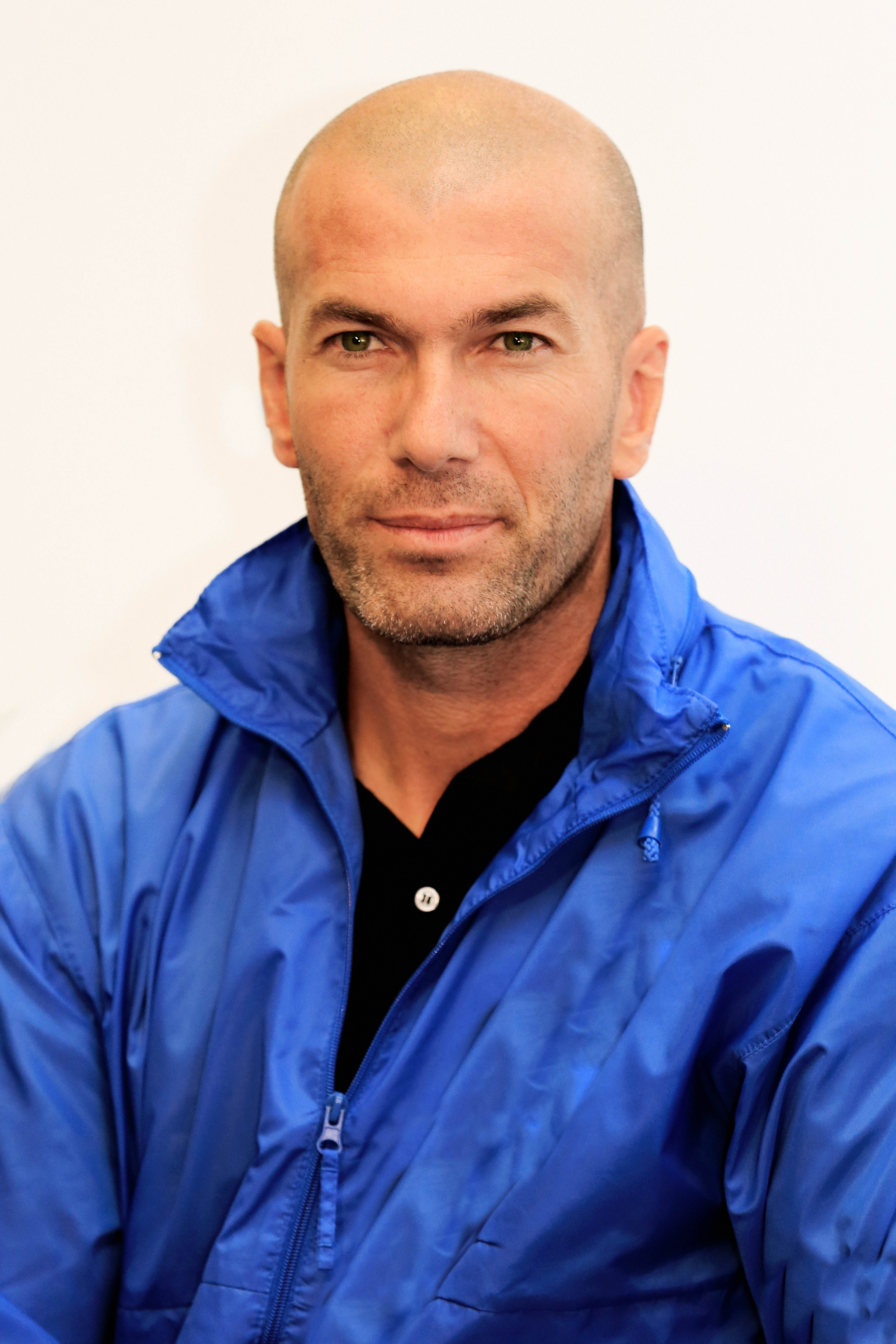
Als speler won Zinédine Zidane in 2002 de Champions League.

Voor de tweede keer in drie seizoenen stonden Real Madrid en Atlético Madrid tegenover elkaar in de finale van de Champions League. In 2014 trok Real na verlengingen aan het langste eind. Diego Godín opende de score voor Atlético, maar het werd uiteindelijk nog 4–1 voor Real na goals van Sergio Ramos, Gareth Bale, Marcelo en Cristiano Ronaldo. Het was toen de eerste keer dat twee clubs uit dezelfde stad elkaar troffen in de finale.
Voor Diego Simeone, die er in 2014 ook al bij was, was het zijn tweede Champions Leaguefinale als hoofdcoach van Atlético. De Argentijn won in 2012 ook de UEFA Europa League met de Spaanse club. Als speler bereikte hij nooit de finale van het kampioenenbal. In 1998 won hij met Inter wel de UEFA Cup.
Zinédine Zidane maakte in januari 2016 zijn debuut als hoofdcoach van Real. Hij verving de Spanjaard Rafael Benítez, die na een reeks teleurstellende resultaten ontslagen werd. Zidane zat in 2014 tijdens de Champions Leaguefinale tegen Atlético op de bank als assistent van toenmalig Real-trainer Carlo Ancelotti. Als speler won hij de beker met de grote oren in 2002. Real won toen met 1–2 van Bayer Leverkusen na onder meer een doelpunt van de Fransman. Zidane werd na de finale ook uitgeroepen tot man van de wedstrijd.
Atlético had al twee keer om de beker met de grote oren gestreden. In 1974 verloor het in de finale na twee wedstrijden van Bayern München (1–1 en 4–0). In 2014 bleek stadsrivaal Real te sterk.
Real Madrid was de recordkampioen met tien eindoverwinningen. De Koninklijken wonnen onder leiding van de Argentijns-Spaanse aanvaller Alfredo Di Stéfano de eerste vijf edities van de Europacup I (1956, 1957, 1958, 1959, 1960). Zes jaar later was het opnieuw raak toen in de finale met 2–1 gewonnen werd van het Joegoslavische FK Partizan. Ook in de Champions League bleken de Koninklijken erg succesvol. Elke finale die bereikt werd, werd ook gewonnen door de Spanjaarden. In 1998 werd er met het kleinste verschil gewonnen van Juventus en in 2000 gingen de landgenoten van Valencia voor de bijl. In 2002 loodste Zidane zijn team voorbij Bayer Leverkusen en in 2014 wonnen de Madrilenen de prijs voor de tiende keer door met 4–1 te winnen van stadsrivaal Atlético.
In het seizoen 2015/16 hadden beide clubs elkaar ook twee keer getroffen in de Primera División. In de heenronde speelden beide teams op het veld van Atlético gelijk. Karim Benzema opende al na negen minuten de score voor Real. Met nog enkele minuten te spelen in de tweede helft bracht Luciano Vietto zijn elftal opnieuw op gelijke hoogte. In de terugronde toonde Atlético zich de sterkste. Real, dat inmiddels al geleid werd door Zidane, verloor voor eigen volk met 0–1 na een doelpunt van Antoine Griezmann.

## Weg naar de finale

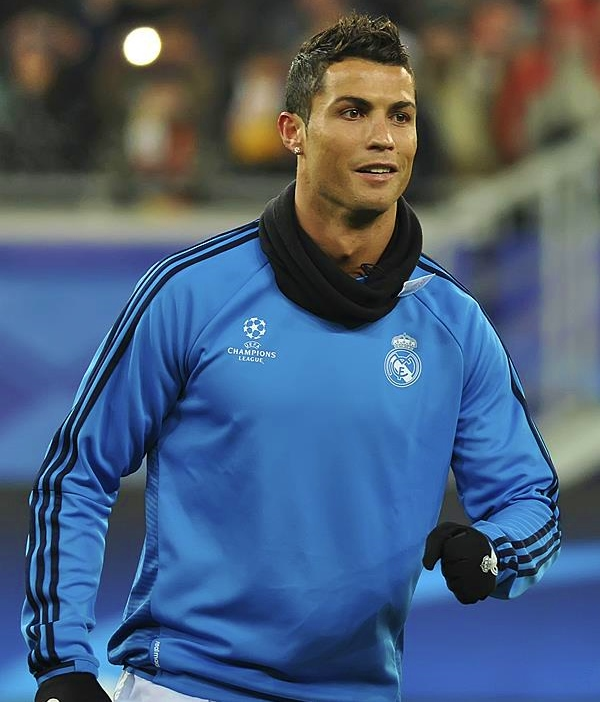
Cristiano Ronaldo scoorde op weg naar de finale zestien keer in elf wedstrijden.

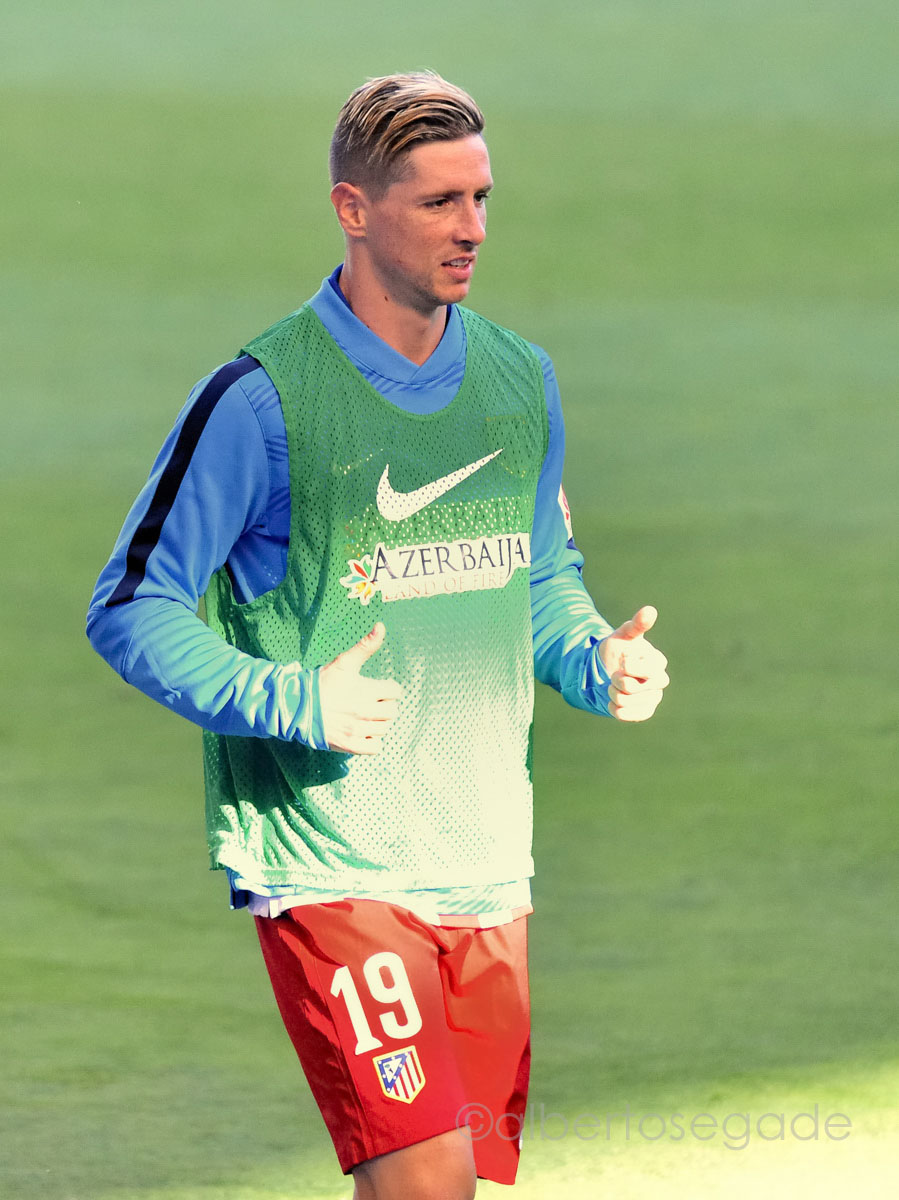
Fernando Torres scoorde in de kwartfinale een belangrijk doelpunt tegen FC Barcelona.

### Real Madrid
Real Madrid kende dankzij steraanvaller Cristiano Ronaldo een probleemloze start in de groepsfase. Eerst werd Sjachtar Donetsk ingeblikt met 4–0 na een hattrick van Ronaldo en twee weken later werd er met 0–2 gewonnen van Malmö dankzij twee goals van de Portugees. Vervolgens stonden er twee duels tegen Paris Saint-Germain op het programma. De Franse kampioen was net als Real een favoriet voor de eindzege. Het duel in Parijs eindigde in een scoreloos gelijkspel, waardoor beide teams op zeven punten bleven steken. De wedstrijd in Madrid eindigde in het voordeel van Real. Het werd 1–0 na een doelpunt van verdediger Nacho, die een inschattingsfout van PSG-doelman Kevin Trapp afstrafte. Real stond zo alleen aan de leiding en gaf haar voorsprong niet meer uit handen. De Koninklijken wonnen op de voorlaatste speeldag nipt van Sjachtar Donetsk. Real kwam 0–4 voor, maar zag de Oekraïners in de laatste vijftien minuten nog verrassend terugkomen tot 3–4. Op de laatste speeldag werd Malmö met 8–0 ingemaakt. Ronaldo scoorde in dat duel vier keer, Karim Benzema drie keer. In januari 2016 werd hoofdcoach Rafael Benítez ontslagen en nam oud-speler Zinédine Zidane de sportieve leiding over. Onder de hoede van de Fransman mocht Real het in de 1/8 finale opnemen tegen AS Roma. Real telde de Italianen al in de heenwedstrijd uit door met 0–2 te winnen dankzij goals van Ronaldo en Jesé. Roma probeerde de scheve situatie nog recht te zetten, maar miste in de terugwedstrijd te veel kansen. Het werd opnieuw 2–0, ditmaal na goals van Ronaldo en James Rodríguez. In de kwartfinale leek Real met VfL Wolfsburg een van de makkelijkste overblijvers geloot te hebben, maar de Duitsers kwamen verrassend uit de hoek. Wolfsburg was voor eigen volk de betere ploeg en won overtuigend met 2–0 na twee vroege treffers. Real zag bovendien Benzema na 40 minuten geblesseerd uitvallen. Het elftal van Zidane zette alles recht in het eigen Estadio Santiago Bernabéu. Ronaldo scoorde opnieuw een hattrick en loodste zijn team eigenhandig voorbij Wolfsburg naar de volgende ronde. In de heenwedstrijd van de halve finale was de Portugese stervoetballer er niet bij. Door een blessure mocht hij het duel tegen Manchester City vanuit de tribune volgen. De Engelsen konden niet profiteren van zijn afwezigheid en kwamen voor eigen volk niet verder dan een scoreloos gelijkspel. In Madrid maakten de Koninklijken de klus af door met 1–0 te winnen. Manchester City creëerde amper kansen, waardoor Real aan een afgeweken voorzet die in doel belandde genoeg had om de finale te bereiken.

### Atlético Madrid
Atlético Madrid begon uitstekend aan de groepsfase door met 0–2 te winnen op het veld van Galatasaray. De Franse aanvaller Antoine Griezmann telde de Turken al na 25 minuten uit met twee doelpunten. Twee weken later verloor Atlético voor eigen volk met 1–2 van Benfica. Het elftal van Diego Simeone zette dat recht door vervolgens in het eigen Estadio Vicente Calderón met 4–0 te winnen van Astana. Twintig dagen later volgde de terugwedstrijd in Kazachstan. Atlético raakte ditmaal na een slechte wedstrijd niet verder dan een scoreloos gelijkspel en zag Benfica zo naar de leiding in groep C springen. Een speeldag later draaide Atlético de situatie om: Benfica speelde verrassend gelijk tegen Astana en Atlético won zelf met 2–0 van Galatasaray. Beide clubs waren daardoor zeker van een plaats in de volgende ronde. Op de slotspeeldag verzekerden de Madrilenen zich ook van groepswinst door in Lissabon met 1–2 te winnen van Benfica. In de 1/8 finale troffen de Spanjaarden de Nederlandse kampioen PSV. De Eindhovenaren wisten in eigen huis stand te houden, ondanks de uitsluiting van Gastón Pereiro in de 68e minuut. Het duel in Eindhoven eindigde in een scoreloos gelijkspel. Ook de terugwedstrijd leverde geen goals op. Atlético raakte in 120 minuten niet voorbij PSV, met een strafschoppenreeks als gevolg. Daarin toonde Atlético zich het trefzekerst. Het miste geen enkele strafschop en won uiteindelijk met 8–7 na een misser van Luciano Narsingh. In de kwartfinale mocht Atlético het opnemen tegen de landgenoten van FC Barcelona. Titelverdediger Barcelona had in de Spaanse competitie tegen Atlético twee keer een 0–1-achterstand omgebogen in een 2–1-zege en deed dat ook in de heenwedstrijd van de kwartfinale. Fernando Torres opende de score, maar werd nog in de eerste helft uitgesloten met een tweede gele kaart. Twee doelpunten van Luis Suárez in de tweede helft zorgden ervoor dat Barcelona met een klein voordeel naar Madrid kon reizen. Desondanks was het Atlético dat in Vicente Calderón aan het langste eind trok. Griezmann opende na 36 minuten de score en Barcelona vond nadien geen opening in de defensie van Atlético. In de slotminuten maakte Griezmann de klus af door een strafschop om te zetten (2–0). In de halve finale volgden twee duels tegen Bayern München. Het elftal van coach Josep Guardiola zag hoe Saúl Ñíguez na elf minuten door de Duitse defensie slalomde en de bal met links via de paal in doel plaatste. De klasseflits zorgde ervoor dat Atlético een week later met een kleine voorsprong naar München mocht. In de terugwedstrijd kwam Bayern na een half uur op voorsprong via een afgeweken vrijschop van Xabi Alonso. De Duitsers kregen vervolgens de kans om de voorsprong via een strafschop uit te diepen, maar Thomas Müller miste vanaf elf meter. Atlético sloeg na de rust toe. Griezmann werd alleen op doelman Manuel Neuer afgestuurd en faalde niet: 1–1. Robert Lewandowski bracht Bayern met een kopbal weer op voorsprong, maar Atlético wist stand te houden, ondanks een strafschopmisser van Torres in de 84e minuut.

## Wedstrijd

### Wedstrijddetails
|                           |                                    |              |                              |                                                                                                 |
| 28 mei 2016 20:45 (UTC+2) | Real Madrid                        | 1 – 1 (n.v.) | Atlético Madrid              | Stadio Giuseppe Meazza, Milaan Toeschouwers: 71.942 Scheidsrechter: Mark Clattenburg (Engeland) |
| 28 mei 2016 20:45 (UTC+2) | Ramos 15'                          |              | 79' Carrasco                 | Stadio Giuseppe Meazza, Milaan Toeschouwers: 71.942 Scheidsrechter: Mark Clattenburg (Engeland) |
| 28 mei 2016 20:45 (UTC+2) | Strafschoppen                      |              |                              | Stadio Giuseppe Meazza, Milaan Toeschouwers: 71.942 Scheidsrechter: Mark Clattenburg (Engeland) |
| 28 mei 2016 20:45 (UTC+2) | Vázquez Marcelo Bale Ramos Ronaldo | 5 – 3        | Griezmann Gabi Saúl Juanfran | Stadio Giuseppe Meazza, Milaan Toeschouwers: 71.942 Scheidsrechter: Mark Clattenburg (Engeland) |

| Real | Atlético |

| Real Madrid:    |    |                   |         |
|                 |    |                   |         |
| GK              | 1  | Keylor Navas      | 47'     |
| RB              | 15 | Daniel Carvajal   | 11' 52' |
| CB              | 3  | Pepe              | 111'    |
| CB              | 4  | Sergio Ramos      | 90+3'   |
| LB              | 12 | Marcelo           |         |
| CM              | 19 | Luka Modrić       |         |
| DM              | 14 | Casemiro          | 79'     |
| CM              | 8  | Toni Kroos        | 72'     |
| RW              | 11 | Gareth Bale       |         |
| CF              | 9  | Karim Benzema     | 77'     |
| LW              | 7  | Cristiano Ronaldo |         |
| Wisselspelers:  |    |                   |         |
| DF              | 6  | Nacho             |         |
| MF              | 10 | James Rodríguez   |         |
| GK              | 13 | Kiko Casilla      |         |
| FW              | 18 | Lucas Vázquez     | 77'     |
| FW              | 20 | Jesé              |         |
| MF              | 22 | Isco              | 72'     |
| DF              | 23 | Danilo            | 52' 93' |
| Coach:          |    |                   |         |
| Zinédine Zidane |    |                   |         |

| Atlético Madrid: |    |                    |       |
|                  |    |                    |       |
| GK               | 13 | Jan Oblak          |       |
| RB               | 20 | Juanfran           |       |
| CB               | 15 | Stefan Savić       |       |
| CB               | 2  | Diego Godín        |       |
| LB               | 3  | Filipe Luís        | 109'  |
| RM               | 17 | Saúl Ñíguez        |       |
| CM               | 14 | Gabi               | 90+3' |
| CM               | 12 | Augusto Fernández  | 46'   |
| LM               | 6  | Koke               | 116'  |
| CF               | 9  | Fernando Torres    | 61'   |
| CF               | 7  | Antoine Griezmann  |       |
| Wisselspelers:   |    |                    |       |
| GK               | 1  | Miguel Ángel Moyà  |       |
| MF               | 5  | Tiago              |       |
| FW               | 16 | Ángel Correa       |       |
| DF               | 19 | Lucas Hernández    | 109'  |
| MF               | 21 | Yannick Carrasco   | 46'   |
| MF               | 22 | Thomas Partey      | 116'  |
| DF               | 24 | José María Giménez |       |
| Coach:           |    |                    |       |
| Diego Simeone    |    |                    |       |